# 海南水锦树
海南水锦树（学名：Wendlandia merrilliana），为茜草科水锦树属下的一个植物种。